# Communauté de communes de la presqu'île de Crozon
La Communauté de communes de la presqu'île de Crozon est une ancienne communauté de communes française, située dans le département du Finistère, en région Bretagne.
L'intercommunalité est membre du pôle métropolitain Pays de Brest.

## Histoire
La communauté de communes de la presqu'île de Crozon a été créée en 1994, à la suite de la dissolution du syndicat intercommunal à vocation multiple (SIVOM) datant de 1973.
Elle est dirigée par le maire de Crozon (2014-2020), président de cette communauté.
Elle se compose de plusieurs commissions.
À la suite de la loi NOTRe, sa structure est en pleine évolution, elle va se voir transférer des compétences complémentaires, relevant auparavant des communes. La dernière compétence transférée étant le PLU. La prochaine sera l'assainissement d'ici à 2018.
La fusion est engagée avec la communauté des communes de l'Aulne Maritime. Elle est séparée de celle-ci par la rivière, mais les deux communautés dépendent du pays de Brest.
Le 1er janvier 2017, l'intercommunalité fusionne avec la communauté de communes de l'Aulne Maritime pour former la communauté de communes Presqu'île de Crozon-Aulne maritime.

### Publications
Tous les trimestres paraît le bulletin d'information de la communauté de communes, le Septentrion.

## Composition
Elle regroupe sept communes :
| Nom             | Code Insee | Gentilé         | Superficie (km2) | Population (dernière pop. légale) | Densité (hab./km2) |
| --------------- | ---------- | --------------- | ---------------- | --------------------------------- | ------------------ |
| Crozon (siège)  | 29042      | Crozonnais      | 80,37            | 7 619 (2014)                      | 95                 |
| Argol           | 29001      | Argoliens       | 31,73            | 1 049 (2014)                      | 33                 |
| Camaret-sur-Mer | 29022      | Camarétois      | 11,64            | 2 570 (2014)                      | 221                |
| Landévennec     | 29104      | Landévennéciens | 13,83            | 338 (2014)                        | 24                 |
| Lanvéoc         | 29120      | Lanvéociens     | 19,21            | 2 186 (2014)                      | 114                |
| Roscanvel       | 29238      | Roscanvélistes  | 9,08             | 846 (2014)                        | 93                 |
| Telgruc-sur-Mer | 29280      | Telgruciens     | 28,29            | 2 144 (2014)                      | 76                 |